# Robinson Paredes Pacheco
Robinson Paredes Pacheco (Los Ángeles, 14 de febrero de 1879 - Santiago de Chile, 15 de agosto de 1963) fue un abogado y político chileno. Hijo de don Vicente Paredes Ríos y doña Josefa Eugenia Pacheco. Casado con Clotilde Durcaux Trincado.
Realizó sus estudios de Humanidades en el Liceo de Concepción, luego ingresó a la Facultad de Derecho de la Universidad de Chile, jurando como abogado en noviembre de 1903. 

## Actividades Públicas
- Militante del Partido Demócrata desde su fundación en 1888.
- Secretario de la Municipalidad de Concepción (1912-1914).
- Tesorero fiscal de Bulnes (1915).
- Diputado por Concepción y Lautaro (1915-1918); integró la comisión permanente de Trabajo y Previsión Social.
- Jefe del Departamento de Bienestar de la Dirección del Trabajo de la provincia de Concepción (1918-1919).
- Diputado por Concepción y Lautaro (1918-1921); miembro de la comisión permanente de Industria y Obras Públicas.
- Vicepresidente de la Cámara de Diputados (1920-1921).
- Diputado por Concepción y Lautaro (1921-1924); figuró en la comisión permanente de Constitución, Legislación y Justicia.
- Ministro de Justicia, Culto e Instrucción Pública (1922-1923).
- Ministerio de Industria, Obras Públicas y Ferrocarriles (1924).
- Intendente de Curicó (1926).
- Presidente de la Junta Permanente de Conciliación de Santiago (1928-1931).
- Secretario de la Junta de Beneficencia de Bulnes (1933) e Iquique (1935).
- Director de la Caja de Previsión Social de Ferrocarriles (1936-1945).